# جوزيه روجاس
جوزيه روجاس (بالإنجليزية: Jose Rojas) هو لاعب كرة الراح ‏ أمريكي، ولد في 27 أبريل 1990.